# احمد آهی
سید احمد سید صالح آهی (زاده ۲۰ فروردین ۱۳۶۴) بازیکن سابق فوتبال ایران است.

## زندگی‌نامه
دوره اول حضور دنیزلی در پرسپولیس عضوی از تیم امید باشگاه پرسپولیس تهران بود. اما از تلاش‌هایش در تیم بزرگسالان جواب نگرفت و تنها موفق شد دو سه باری روی نیمکت ذخیره‌های پرسپولیس بنشیند و در لیست ۱۸ نفره این تیم قرار بگیرد. فصل بعد از دنیزلی، استیلی هم او را نخواست تا از پرسپولیس جدا شود و فوتبالش را در نیرو محرکه قزوین و زیر نظر امید طیری دنبال کند.
اما پیوستن به ملوان شرایط او را دگرگون کرد. او به یکی از مهره‌های تأثیرگذار باشگاه ملوان در خط دفاعی تبدیل شد و حتی توانست نظر کارلوس کیروش را نیز به خود جلب کند.

## رکوردها
- او نیز به عنوان یک مدافع نقش غیرقابل انکاری در استحکام خط دفاعی ملوان و کسب رکورد ۶۰۰ دقیقه گل نخوردن را داشت.[۱]